# Vít Nejedlý
Vít Nejedlý (22. června 1912 Smíchov – 2. ledna 1945 vojenská nemocnice Krošcienek u Krosna) byl český hudební skladatel, dirigent, publicista, redaktor a muzikolog, syn hudebního vědce a politika Zdeňka Nejedlého.

## Život

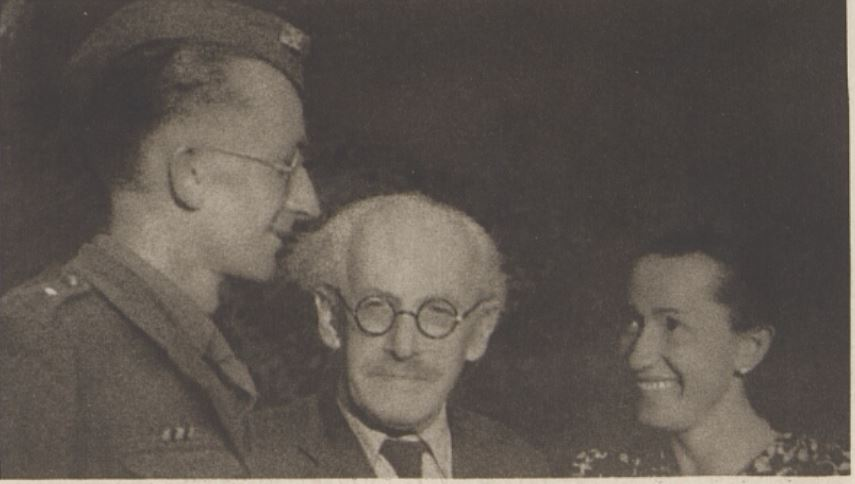
Vít Nejedlý s otcem a manželkou Štefou

Po absolvování gymnázia začal na Karlově univerzitě studovat matematiku a fyziku. Studium nedokončil, přestoupil na filozofickou fakultu, kde studoval hudební vědu a v roce 1936 absolvoval dizertační prací Počátky moderní české harmoniky. Byl aktivně činný v levicových studentských organizacích a hojně publikoval v krajně levicovém tisku. V roce 1934 navštívil Sovětský svaz.
Hudební vzdělání získal soukromým studiem. V letech 1929–1931 studoval skladbu u Otakara Jeremiáše. Studium dokončil svou 1. symfonií. Působil jako sbormistr v pěveckém spolku Lukeš a v roce 1936 odešel do Olomouce, kde se stal sbormistrem a dirigentem českého divadla. Úzce spolupracoval s ideově blízkým režizérem Oldřichem Stiborem a zkomponoval několik scénických hudeb. V Olomouci se také oženil se zpěvačkou Štefou Petrovou.
Po německé okupaci emigroval do Sovětského svazu a okamžitě se zapojil do hudebního, ale i politického života Moskvy. Stal se aspirantem dirigenta Leo Ginzburga na katedře dirigování moskevské konservatoře, členem Svazu sovětských skladatelů, redaktorem českého hudebního vysílání. Po vpádu nacistických vojsk do Sovětského svaz a následné civilní evakuaci Moskvy pobýval nějaký čas v Kuzněcké oblasti na Sibiři. Po návratu do Moskvy působil jako dirigent a zástupce hlavního redaktora Všesvazového rozhlasu.
19. května 1943 se stal velitelem Hudební čety 1. československé samostatné brigády, která se stala počátkem Armádního uměleckého souboru (AUS). S tímto souborem pak doprovázel vojska při jejich postupu na západ. Zemřel při osvobozování Československa v lednu 1945 na následky onemocnění břišním tyfem v době bojů o Dukelský průsmyk. Armádní umělecký soubor pak přijal do svého názvu jeho jméno, přejmenoval se na Armádní umělecký soubor Víta Nejedlého. Po Vítu Nejedlém byla v Československu pojmenována také řada ulic, panelové sídliště a vysokoškolské koleje. Jeho jméno nesla i vojenská hudební škola Víta Nejedlého v Roudnici nad Labem, která sídlila v Roudnickém zámku.
Je pokládán společně s Radimem Drejslem a Ludvíkem Podéštěm za jednoho z "klasiků" žánru tzv. budovatelské písně, což byl projev socialistického realismu v české hudbě 50. let 20. století.

## Dílo

### Orchestrální skladby
- 1. symfonie op. 2 (1931)
- Svítání op. 5
- 2. symfonie op. 7 (Symfonie bídy a smrti, 1934)
- Symfonietta op. 13 (1937)
- 3. symfonie op. 14 (Španělská resp. Obráncům demokracie, 1938)
- Lidová suita (1940)
- Vítězství bude naše (symfonický pochod, 1941)
- Scherzo (1943)
- pochody pro dechový orchestr

### Vokální skladby
- Den (kantáta, slova Jan Noha, 1935)
- Přísaha Ukrajiny (kantáta, 1942)
- Tobě Rudá armádo (kantáta, 1943)
- Tkalci (opera, 1938)

### Komorní skladby
- Malá suita pro housle a klavír op. 11 (1936)
- Smyčcový kvartet C-dur op. 12 (1937)
- Dvě skladby pro dechové kvinteto op. 8a (1934)
- Nonet op. 8b (1934)
- Nonet (1940)

Řada drobných skladeb z mládí, písní a sborů (často s jasným politickým zaměřením).
Literární práce vyšly souborně ve sborníku Kritiky a stati o hudbě (ed. J. Jiránek, KHRo, 1956)